# Hojo Ujiteru

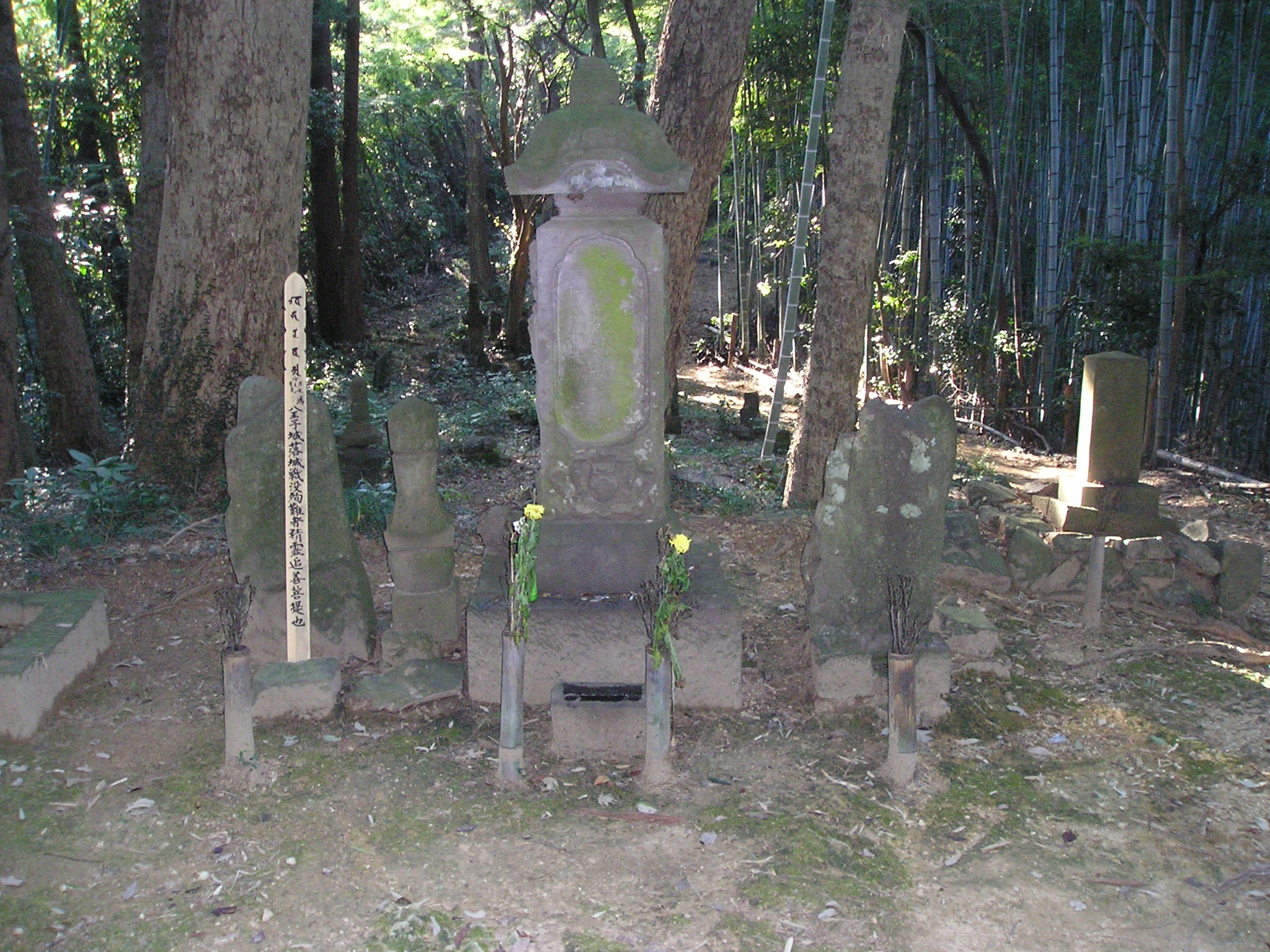
Het graf van Hojo Ujiteru nabij kasteel Hachiozi

Hojo Ujiteru (北条氏照; 1540? - 10 augustus 1590) was een samoerai tijdens de Japanse Sengoku-periode. Hij was een zoon van Hojo Ujiyasu en heer van kasteel Hachiojin in het huidige Tokio. 
Ujiteru voerde een belangrijke troepenmacht aan in de slag bij Mimasetoge waar hij faalde te voorkomen dat Takeda Shingen zich kon terugtrekken naar diens thuisprovincie Kai, nadat deze de thuisbasis van de Hojo, kasteel Odawara, had belegerd.
Nadat de Hojo waren verslagen in 1590 bij het Beleg van Odawara, werd Ujiteru gedwongen seppuku te plegen, samen met zijn broer Ujimasa.